# ب‌ام‌و ایکس۵ (اف۱۵)
ب‌ام‌و ایکس۵ (اف۱۵) (انگلیسی: BMW X5 (F15)) یک خودروی کراس‌اوور اس‌یووی لوکس متوسط است که از سال ۲۰۱۳ تا ۲۰۱۸ تولید می‌شد. این خودرو در سال ۲۰۱۳ در نمایشگاه بین‌المللی خودروی آلمان معرفی شد. مدل‌های اولیهٔ ایکس۵ شامل ایکس‌درایو۵۰آی، ایکس‌درایو۳۰دی و ام۵۰دی بودند. مدل‌های ایکس‌درایو۴۰دی، ایکس‌درایو۳۵آی، ایکس‌درایو۲۵دی و اس‌درایو۲۵دی نیز در دسامبر سال ۲۰۱۳ اضافه شدند.